# Trdnjava Džabrin
Trdnjava Džabrin (arabsko جبرين, latinizirano: Jabrin) je srednjeveška razkošna trdnjava na robu puščave v Omanu. Stoji v governoratu Dahilija, približno pet kilometrov od mesta Bahla in 180 kilometrov od glavnega mesta Maskat. Prvotno staro naselje ne obstaja več.
Trdnjavo je leta 1670 zgradil in uporabljal kot poletno rezidenco Balʿarab ibn Sultan. Ko je bil imenovan za imama, pa je preselil sedež vlade iz Rustaka v Džabrin, s čimer je trdnjava postala politično središče do njegove smrti leta 1692. Med svojo vladavino je prišel v konflikt s svojim bratom Saifom ibn Sultanom I., zaradi česar je utrdbo utrdil z dodatnimi zidovi in obrambnimi stolpi.
Leta 1984 je bila izvedena obsežna prenova. Razstave v notranjosti vključujejo različno pohištvo in pripomočke, namenjene pa so prenašanju pridiha nekdanjega dvornega življenja v Omanu svojim obiskovalcem. Sama stavba je med drugim okrašena z dovršenimi lesenimi rezbarijami, stropnimi poslikavami in štukaturami. Trdnjava je odprta za obiskovalce.

## Opis
Trdnjava je bila palača za imama in njegovo družino ter bastijon med vojno. Bila je tudi središče izobraževanja za študij islamskega prava, zgodovine, medicine in astrologije in vsebuje veliko učnih sob.
V skladu s svojim imenom je bila trdnjava Džabrin znana po enotnosti, miru in klicu islama.
Trdnjava je razdeljena na dva dela: prvi se dviga šestnajst metrov in je sestavljen iz dveh nadstropij, medtem ko se drugi del dviga na dvaindvajset metrov in je sestavljen iz treh nadstropij. Grajski prostori so razdeljeni med ta dva dela. Najlepše in edinstvene od teh sob so:
- Soba sonca in lune: to je bila sprejemnica, kjer se je imam srečeval s pomembnimi obiskovalci na razprave in posvetovanja. To sobo odlikujejo poslikave in čudovita islamska kaligrafija. Vsebuje 14 oken, od katerih jih je sedem na vrhu blizu stropa in sedem pri tleh. V tem je skrivnost hladnega ozračja prostora skozi vse leto, saj ko hladen zrak vstopi skozi nižja okna, izžene topel zrak skozi zgornja okna. Poglobljena in zastrta okna so zasnovana tako, da ponoči prepuščajo lunino svetlobo in podnevi zmanjšujejo sončne žarke. Temno zelene ali bordo barve ozvezdja rož osvetljujejo strop, vsaka poslikana plošča pa ima elipso, ki naj bi predstavljala božje oko, ki nudi zaščito in bdi nad tistimi v notranjosti.
- Soba za zaščito imama: še ena značilna soba v tej palači. Ta soba je bila zgrajena na način, ki dovoljuje imamovim vojakom, da se skrijejo pod njo za njegovo zaščito, ko se želi srečati s katero koli osebo, ki ji ne zaupa. Pod sobo so štiri skrivna skrivališča, ki so povezana med seboj.

Tukaj so prostori za mirno kontemplacijo, študij in molitev. Na vrhu je soba za učenje Korana kot tudi ena od dveh mošej. V hodnikih in na obokih so napisi in verzi iz Korana. V trdnjavi je bila tudi knjižnica. V Trdnjavi je tudi grobnica imama Balʿarab ibn Sultana.
Trdnjava je znana tudi po finem okrasju in poslikanih lesenih stropnih nosilcih, ki so eni najlepših v državi. Izjemni stropi treh glavnih sob Džabrina so poslikani s cvetličnimi motivi, kot da bi tekmovali z vzorci finih perzijskih preprog ali posnemali nebo barvitih zvezd.
Znotraj trdnjave sta tudi dve odprti dvorišči in majhna mošeja. V okolici je majhna oaza datljevih palm.